# XIX edició dels Premis Ariel
La XIX edició dels Premis Ariel, organitzada per l'Acadèmia Mexicana d'Arts i Ciències Cinematogràfiques (AMACC), es va celebrar el 1977 a Ciutat de Mèxic per celebrar el millor del cinema durant l'any anterior. Durant la cerimònia, l’AMACC va lliurar el premi Ariel a 15 categories en honor de les pel·lícules estrenades el 1976. L'actriu María Rojo va rebre el premi a la millor coactuació femenina alhora que fou nominada a la millor actriu.

## Premis i nominacions
Nota: Els guanyadors estan llistats primer i destacats en negreta. ⭐
| Millor pel·lícula - La pasión según Berenice – CONACINE ⭐ - Cuartelazo – CONACINE - Longitud de guerra – CONACINE                                                                                   | Millor direcció - Jaime Humberto Hermosillo – La pasión según Berenice ⭐ - Alberto Isaac – Cuartelazo - Gonzalo Martínez Ortega – Longitud de guerra                       |
| Millor actor - Pedro Armendáriz Jr. – Mina, viento de libertad ⭐ - Bruno Rey – Cuartelazo - Héctor Ortega – Cuartelazo                                                                              | Millor actriu - Martha Navarro – La pasión según Berenice ⭐ - María Rojo – El apando - Felipe Cazals – Las Poquianchis                                                     |
| Millor coactuació masculina - Ernesto Gómez Cruz – Maten al león ⭐ - Manuel Ojeda – El apando - José Carlos Ruiz – Los albañiles                                                                    | Millor coactuació femenina - María Rojo – Las Poquianchis ⭐ - Ana Ofelia Murguía – Las Poquianchis - Adriana Roel – Renuncia por motivos de salud                          |
| Millor argument original - La pasión según Berenice – Jaime Humberto Hermosillo ⭐ - Longitud de guerra – Gonzalo Martínez Ortega - Renuncia por motivos de salud – Fernando Villei, Josefina Vicens | Millor guió adaptat - Renuncia por motivos de salud – Josefina Vicens ⭐ - Cuartelazo – Alberto Isaac, Héctor Ortega - La pasión según Berenice – Jaime Humberto Hermosillo |
| Millor fotografia - Foxtrot – Alex Phillips Jr. ⭐ - Mina, viento de libertad – Jorge Stahl Jr. - Pafnucio Santo – Rafael Corkidi                                                                    | Millor edició - El apando – Rafael Castanedo ⭐ - Cuartelazo – Alfredo Rosas Priego - Longitud de guerra – Carlos Savage                                                    |
| Millor escenografia - La palomilla al rescate – Jorge Fernández ⭐ - Las Poquianchis – Salvador Lozano Mena - Mina, viento de libertad – José Rodríguez Granada                                      | Millor banda sonora - Víbora caliente – Nacho Méndez ⭐ - Cuartelazo – Raúl Lavista - El mar – Manuel Esperón                                                               |
| Millor ambientació - Foxtrot – Lucero Isaac ⭐ - Cuartelazo – Lucero Isaac - Los albañiles – Jorge Fons                                                                                              | Millor opera prima - Chin Chin el teporocho – Gabriel Retes ⭐ - Chicano – Jaime Humberto Casillas - Fantoche – Jorge de la Rosa                                            |
| Millor curtmetratge documental - La causa (Tres preguntas a Chávez) – Arturo Ripstein ⭐ | Reconeixement especial - Paul Leduc ⭐ |